# Alfonso Téllez de Meneses

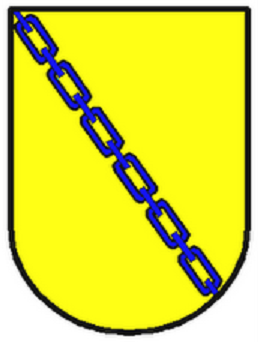
Wappen der Familie Téllez de Meneses

Alfonso Téllez de Meneses (* um 1161; † 1230) gehörte zur obersten Adelsschicht Kastiliens (ricohombre). Sein Einflussbereich erstreckte sich hauptsächlich über das fruchtbare Gebiet der Tierra de Campos – aufgrund seines Familienerbes oder durch königliche Lehen und Schenkungen war er Grundherr (señor) von Meneses, Cea, Grajal, Cabezón, Villalba, Montalbán, Tudela u. a. Mit Gonzalo Rodríguez Girón teilte er sich die Herrschaft über Carrión; zeitweise regierte er auch über das damals noch unbedeutende Madrid. Aufgrund der Mitgift seiner zweiten Frau war er auch Grundherr über die portugiesisch-spanische Grenzstadt Alburquerque.

## Herkunft
Der Familienname „Meneses“ deutet möglicherweise auf eine Herkunft aus dem Valle de Mena im äußerten Nordosten Kastiliens hin. Im Rahmen der Rückeroberung (reconquista) und Wiederbesiedlung (repoblación) der Gebiete nördlich des Duero kamen die Vorfahren im 10. Jahrhundert in das fruchtbare Land der Tierra de Campos. Alfonsos Eltern waren Tello Pérez de Meneses und Teresa Pérez, die gemeinsam dem Zisterzienserorden Grundbesitz und Geld zum Bau des Klosters Santa María bei Gradefes stifteten, dessen erste Äbtissin die Schwägerin von Alfonso Téllez de Meneses war.

## Leben
Im Jahr 1209 trat der kastilische König Alfons VIII. die Stadt Montalbán an Alfonso Téllez ab; ein Jahr später kamen weitere Ländereien hinzu. Zusammen mit dem Orden von Calatrava widmete er sich der Wiederbesiedlung eines großen Gebietes am Río Guadiana. Um das Jahr 1213 heiratete er in zweiter Ehe Teresa Sánchez, eine natürliche Tochter König Sanchos I. von Portugal, wodurch er auch Grundherr der heutigen Grenzstadt Alburquerque wurde. Nach der für die Christen siegreichen Schlacht bei Las Navas de Tolosa (1212) erhielt er von Alfons VIII. am 28. Juli 1213 das Landgut (villa) Palazuelos, welches er und seine Frau drei Tage später dem Zisterzienserkloster Valbuena übereigneten. Im Februar 1216 nahm er in Valladolid an einer Zusammenkunft teil, die sich gegen die Regentschaft von Álvaro Núñez de Lara wandte. Um das Jahr 1218 begann er mit dem Bau einer Grenzfestung (castillo) in Alburquerque. In der Stadt Talavera stiftete Alfonso Téllez im Jahr 1226 ein Armenhospital. Im Jahr 1230 begleitete er Ferdinand III. anlässlich dessen Krönung nach Toro; unterwegs verstarb er.
Seine Grablege, die seiner zweiten Frau und mehrerer seiner Kinder befindet sich im von ihm und seiner Frau gestifteten Zisterzienserkloster Palazuelos. Die schönsten Sarkophage befinden sich jedoch heute im Diözesan- und Kathedralmuseum von Valladolid.

## Verwandtschaft
- Sein Bruder Tello Téllez de Meneses (um 1170–1246) war seit dem Jahr 1208 Bischof von Palencia und möglicherweise Gründer der dortigen Universität, der ersten Spaniens.